# Antaxius difformis
Antaxius difformis is een rechtvleugelig insect uit de familie sabelsprinkhanen (Tettigoniidae). De wetenschappelijke naam van deze soort is voor het eerst geldig gepubliceerd in 1861 door Brunner von Wattenwyl.
1. ↑  (en) Antaxius difformis op de IUCN Red List of Threatened Species.